# Manhunt International 2022
Manhunt International 2022 là cuộc thi Manhunt International lần thứ hai mươi một được tổ chức tại Manila, Philippines vào ngày 1 tháng 10 năm 2022. Lochlan “Lochie” Carey đến từ Úc đăng quang ngôi vị Manhunt International.

## Kết quả
| Thứ hạng                   | Thứ hạng |       |
| Hạng                       | Thí sinh | T.k.  |
| -------------------------- | --- | ----- |
| Manhunt International 2022 | - Úc – Lochlan “Lochie” Carey Δ | [ 2 ] |
| Á vương 1                  | - Philippines – Joshua Raphael De Sequera | [ 2 ] |
| Á vương 2                  | - Hoa Kỳ – Elijah Van Zanten | [ 2 ] |
| Á vương 3                  | - Việt Nam – Trần Mạnh Kiên | [ 2 ] |
| Á vương 4                  | - Hà Lan – Cas Hagman | [ 2 ] |
| Top 10                     | - Brasil – Hendson Baltazar - Nam Phi – Marcus Max Karsten - Nicaragua – Hanniel Espinoza - Perú – Daniel Jares - Tây Ban Nha – Alexander Calvo                                          | [ 2 ] |
| Top 16                     | - Indonesia – Deo Nikolas Δ - Nepal – Bikalp Raj Shrestha - Nhật Bản – Kiichiro Sakamoto - Nigeria – Lam Chris Iroegbulam - Sri Lanka – Supun Maduranga - Venezuela – Jose Luis Trujillo | [ 2 ] |

### Thứ tự gọi tên
| 1. Indonesia (fan vote) 2. Úc 3. Nam Phi 4. Venezuela 5. Philippines 6. Việt Nam 7. Hà Lan 8. Tây Ban Nha 9. Perú 10. Hoa Kỳ 11. Brasil 12. Nicaragua 13. Nepal 14. Nhật Bản 15. Sri Lanka 16. Nigeria | 1. Nicaragua 2. Hoa Kỳ 3. Việt Nam 4. Úc 5. Hà Lan 6. Tây Ban Nha 7. Perú 8. Nam Phi 9. Brasil 10. Philippines |  |

## Giải thưởng đặc biệt
| Giải thưởng                              | Thí sinh                          |
| ---------------------------------------- | --------------------------------- |
| Mister Photogenic                        | - Brasil – Hendson Baltazar       |
| Digital Casting Challenge                | - Pháp – Cedric Cabane            |
| Mister Friendship                        | - Hàn Quốc – Junhyeok Chang       |
| Mister Physique                          | - Singapore – Darren Kessler      |
| Best Commercial Model                    | - Philippines – Joshua De Sequera |
| Best Fashion Model                       | - Venezuela – Jose Luis Trujillo  |
| Best Swimwear Model                      | - Việt Nam – Trần Mạnh Kiên       |
| Digital Challenge Winner                 | - Úc – Lochie Carey §             |
| Mister Face of the Year                  | - Sri Lanka – Supun Maduranga     |
| Mister Popularity voted via Social Media | - Indonesia – Deo Nikolas §       |

§ Tự động lọt vào vòng top 16

### Giải thưởng từ nhà tài trợ
| Giải thưởng        | Thí sinh                          |
| ------------------ | --------------------------------- |
| Blackwater Bossing | - Úc – Lochie Carey               |
| Blackwater Men     | - Nam Phi – Marcus Max Karsten    |
| Blackwater Sports  | - Philippines – Joshua De Sequera |
| Blackwater Deo     | - Perú – Daniel Jares             |

## Các thí sinh
33 thí sinh dự thi.
| Quốc gia/vùng lãnh thổ | Thí sinh                   | Tuổi | Quê quán          |
| ---------------------- | -------------------------- | ---- | ----------------- |
| Ấn Độ                  | Rakesh Nongmaithem         | 32   |                   |
| Bỉ                     | Stef de Plecker            | 22   |                   |
| Brasil                 | Hendson Baltazar           | 31   | Maracanaú         |
| Bulgaria               | Victor Rusinov             | 23   |                   |
| Canada                 | Samuel Albert              | 22   | New Brunswick     |
| Đức                    | Ertug Muslu                | 23   |                   |
| El Salvador            | Gerard Ojeda               | 23   |                   |
| Fernando de Noronha    | Jefferson Andrade          | 29   |                   |
| Hà Lan                 | Cas Hagman                 | 23   | Rotterdam         |
| Hàn Quốc               | Junhyeok Chang             | 21   |                   |
| Hoa Kỳ                 | Elijah Van Zanten          | 23   | Colorado          |
| Hy Lạp                 | Zaxarias Ktistakis         | 22   | Crete             |
| Indonesia              | Deo Nikolas                | 32   | Kupang            |
| Kazakhstan             | Bakhyt Tolegenov           | 28   |                   |
| Malaysia               | Edward Kong                | 32   | Penang            |
| Myanmar                | Thar Htet Aung             | 22   |                   |
| Nam Phi                | Marcus Max Karsten         | 26   |                   |
| Nepal                  | Bikalp Raj Shrestha        | 29   |                   |
| Nhật Bản               | Kiichiro Sakamoto          | 28   | Kuroiwa           |
| Nicaragua              | Hanniel Espinoza           | 26   | Juigalpa          |
| Nigeria                | Lam Chris Iroegbulam       | 22   |                   |
| Pakistan               | Raheel Saleem              | 32   |                   |
| Panama                 | Jaime Gabriel Garcia       | 30   |                   |
| Perú                   | Daniel Jares               | 29   |                   |
| Pháp                   | Cedric Cabane              | 27   |                   |
| Philippines            | Joshua Raphael De Sequera  | 25   | Angeles, Pampanga |
| Singapore              | Darren James Kessler       | 32   |                   |
| Sri Lanka              | Supun Maduranga            | 25   |                   |
| Tây Ban Nha            | Alexander Calvo            | 26   | Malaga            |
| Thái Lan               | Toto Phakon Rodkhumpiyaset | 28   |                   |
| Úc                     | Lochlan “Lochie” Carey     | 23   | Melbourne         |
| Venezuela              | Jose Luis Trujillo         | 27   |                   |
| Việt Nam               | Trần Mạnh Kiên             | 29   | Vĩnh Phúc         |

### Dự thi quốc tế khác
Nam vương Thế giới
- 2024:  Úc – Lochlan “Lochie” Carey